# Mateo Bolívar
Mateo Bolivar (Pergamino, Buenos Aires, 4 de noviembre de 1992) es un baloncestista argentino que juega como escolta y que también puede jugar de base. Actualmente se desempeña en el Larrañaga de la Liga Uruguaya de Ascenso.

## Trayectoria

### Clubes
| Club                   | País      | Año             |
| ---------------------- | --------- | --------------- |
| San Martín (C)         | Argentina | 2010 - 2011     |
| Firmat Football Club   | Argentina | 2011            |
| Ciclista               | Argentina | 2012            |
| San Martín (C)         | Argentina | 2012 - 2013     |
| Alvear de Villa Ángela | Argentina | 2013 - 2014     |
| San Martín (C)         | Argentina | 2014 - 2016     |
| Argentino de Junín     | Argentina | 2016 - 2017     |
| Estudiantes Concordia  | Argentina | 2017 - 2018     |
| Quilmes                | Argentina | 2018 - 2019     |
| Salta Basket           | Argentina | 2019 - 2020     |
| Pergamino Básquet      | Argentina | 2021            |
| Pato Basquete          | Brasil    | 2021 - 2022     |
| Unión de Santa Fe      | Argentina | 2022 - 2023     |
| Español de Osorno      | Chile     | 2024            |
| Larrañaga              | Uruguay   | 2024            |
| Trouville              | Uruguay   | 2024 - 2025     |
| Larrañaga              | Uruguay   | 2025 - Presente |

## Selección nacional
Bolívar representó a su país en el Campeonato FIBA Américas Sub-18 de 2010 y fue parte del plantel que obtuvo la medalla de oro en el torneo de baloncesto de los IX Juegos Suramericanos.